# Antoinette VII
Pour les articles homonymes, voir Antoinette.
Antoinette VII est un avion monoplan, fabriqué à quelques dizaines d'exemplaires entre 1909 et 1911 par le constructeur aéronautique français Antoinette.

## Histoire
Léon Levavasseur conçoit ce 7e modèle d'avion Antoinette dans ses ateliers de Puteaux près de Paris.

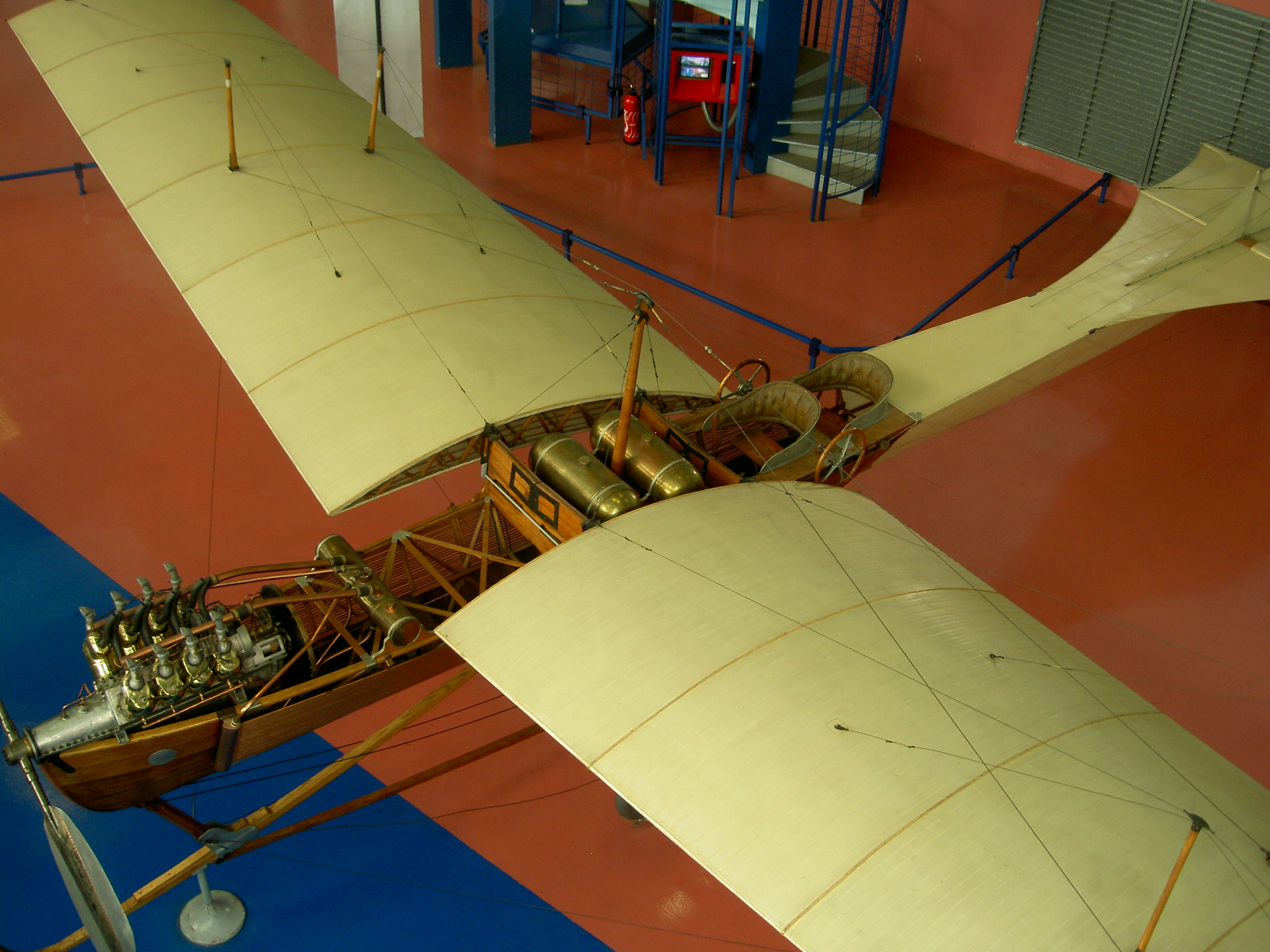
Version biplace Antoinette 8V
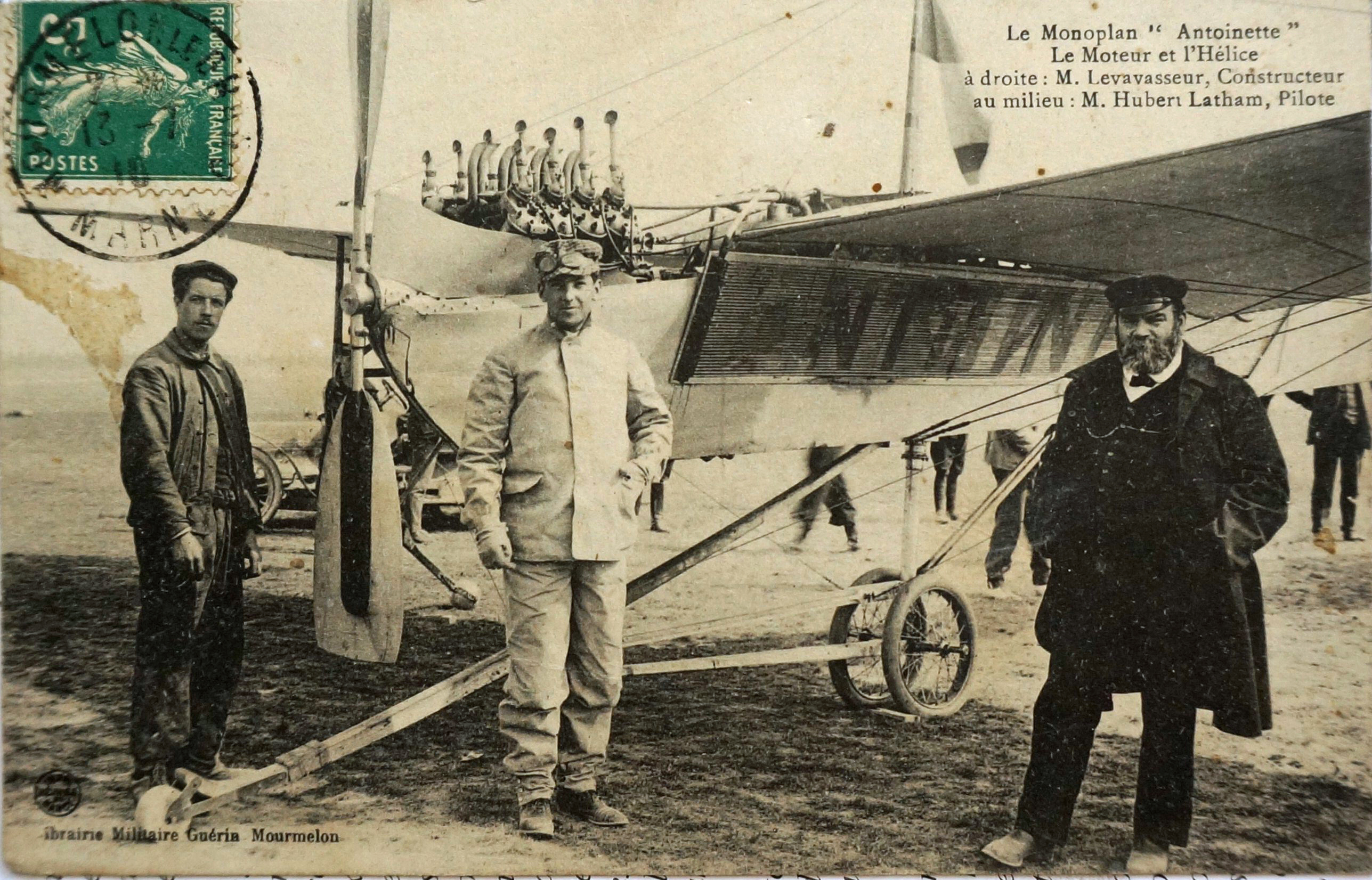
Hubert Latham et Léon Levavasseur devant un Antoinette IV en 1909
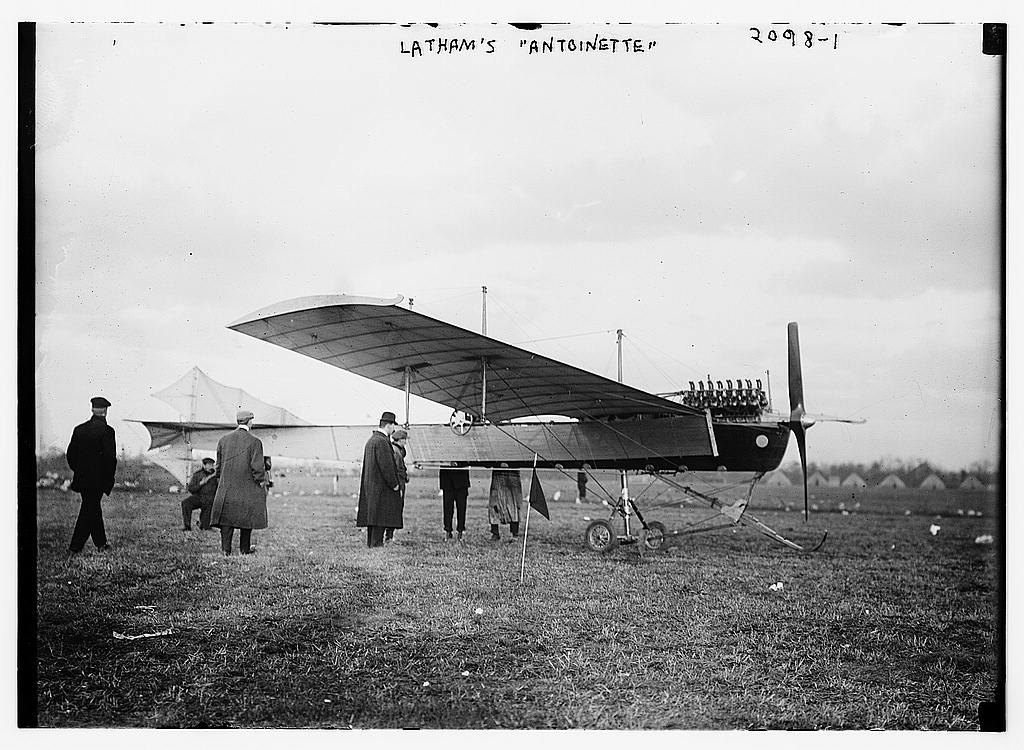
Version Antoinette 16V

Antoinette VII est une évolution de ses précédents prototypes, dont la carlingue est inspirée de ses bateau runabout Antoinette de compétition. Il est motorisé avec son moteur Antoinette 8V de 50 ch pour une vitesse de pointe de près de 70 km/h (un des rapports poids/encombrement/puissance les plus performants des premiers moteurs d'avion de cette époque).

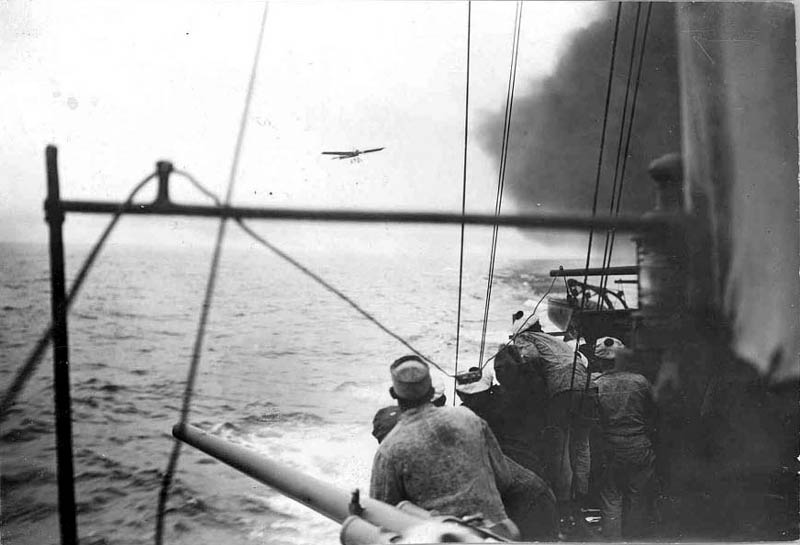
Tentative de première traversée de la Manche en 1909.

Ce modèle est également propulsé par une version de moteur Antoinette V16 de 100 ch (équivalent de 2 moteurs Antoinette 8V en ligne,).
Antoinette VII effectue son premier vol inaugural le 17 avril 1909, et fait alors partie des grands favoris pour remporter le prix de 1000 livres sterling offert en octobre 1908 par le journal anglais Daily Mail, pour la première traversée aérienne historique de la Manche. Après une première tentative ratée d'Hubert Latham du 19 juillet, Louis Blériot remporte ce challenge historique le 25 juillet 1909 avec son avion Blériot XI (plus léger) à moteur rotatif Gnome,. Hubert Latham retente la traversée deux jours plus tard avec cet avion (le 27 juillet) mais une panne de moteur l'oblige à effectuer un amerrissage forcé à seulement 1,6 km en vue de la côte anglaise. L'avion et le pilote sont alors secourus par le cuirassé britannique HMS Russell de la Royal Navy.

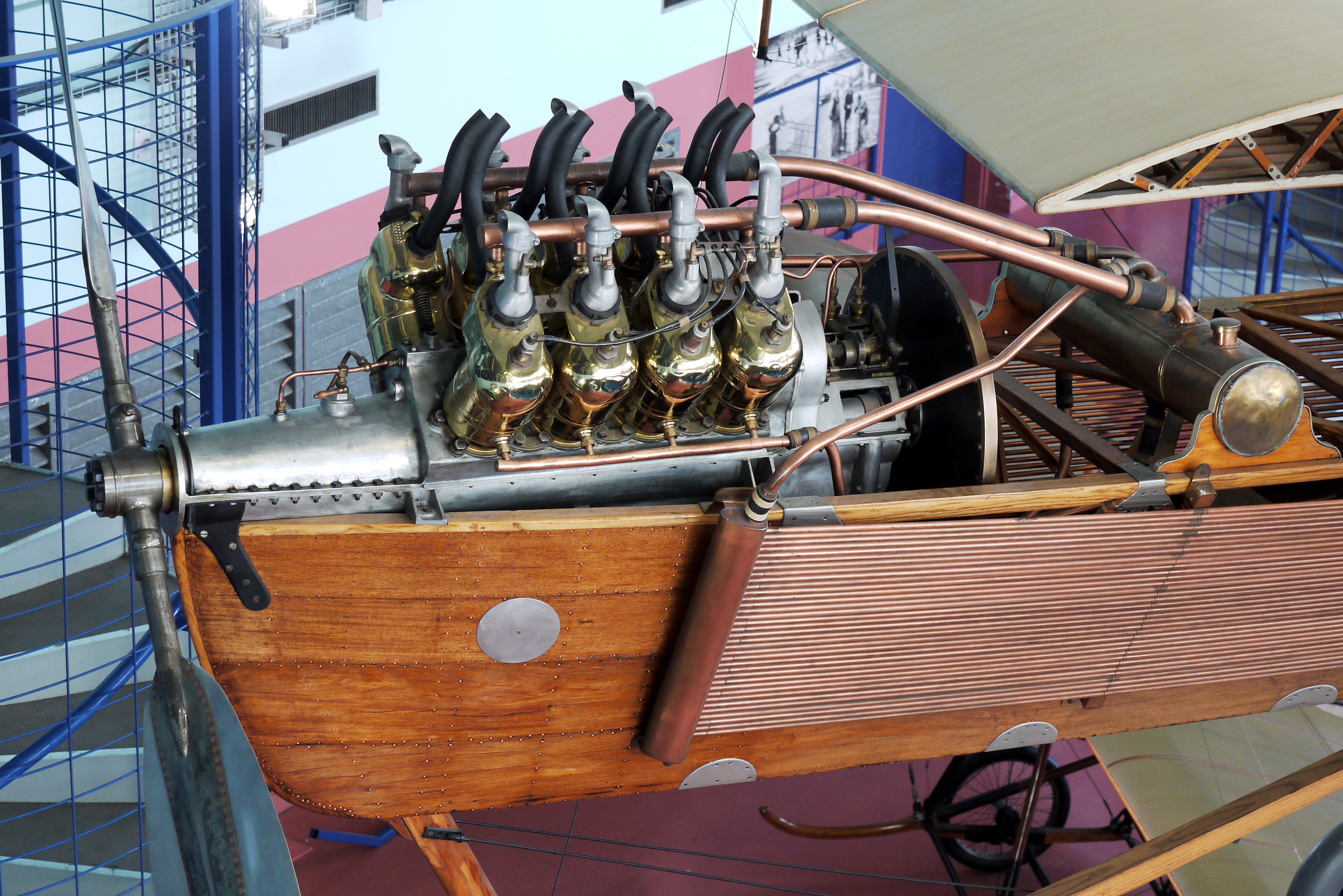
Moteur Antoinette 8V.
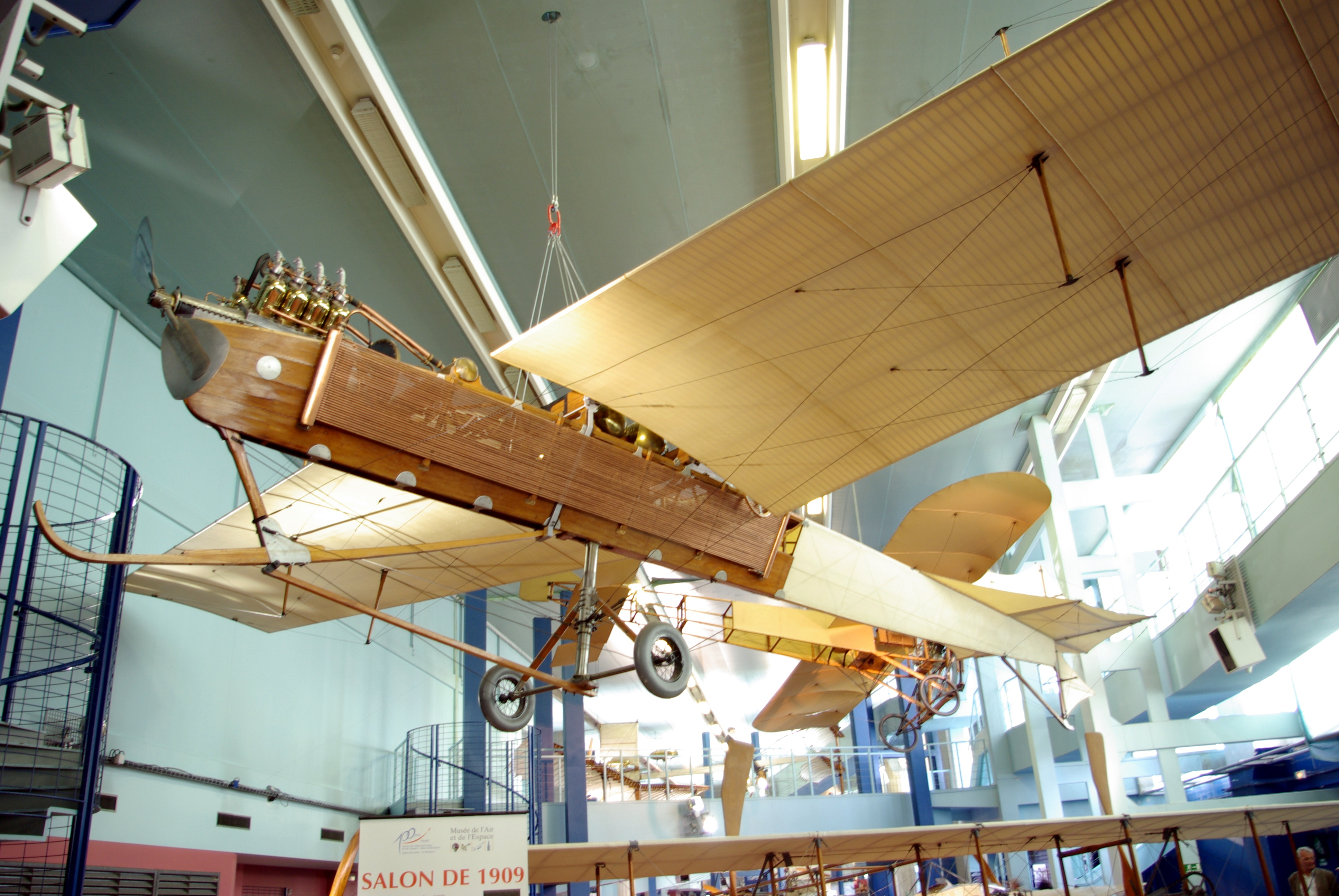
Musée du Bourget.
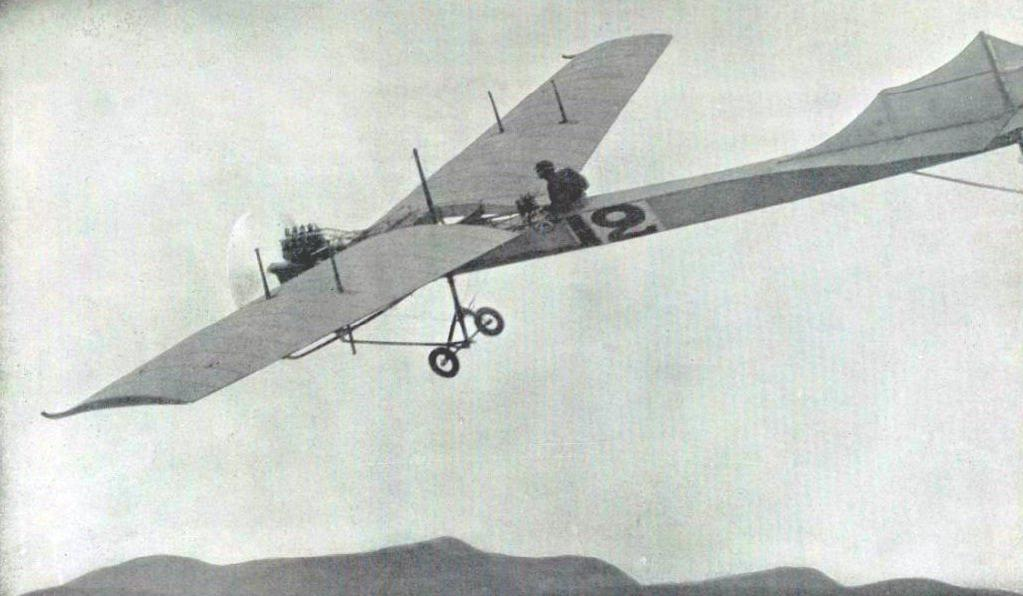
Victoire du Nice-Cap Ferrat-Nice d'avril 1910.
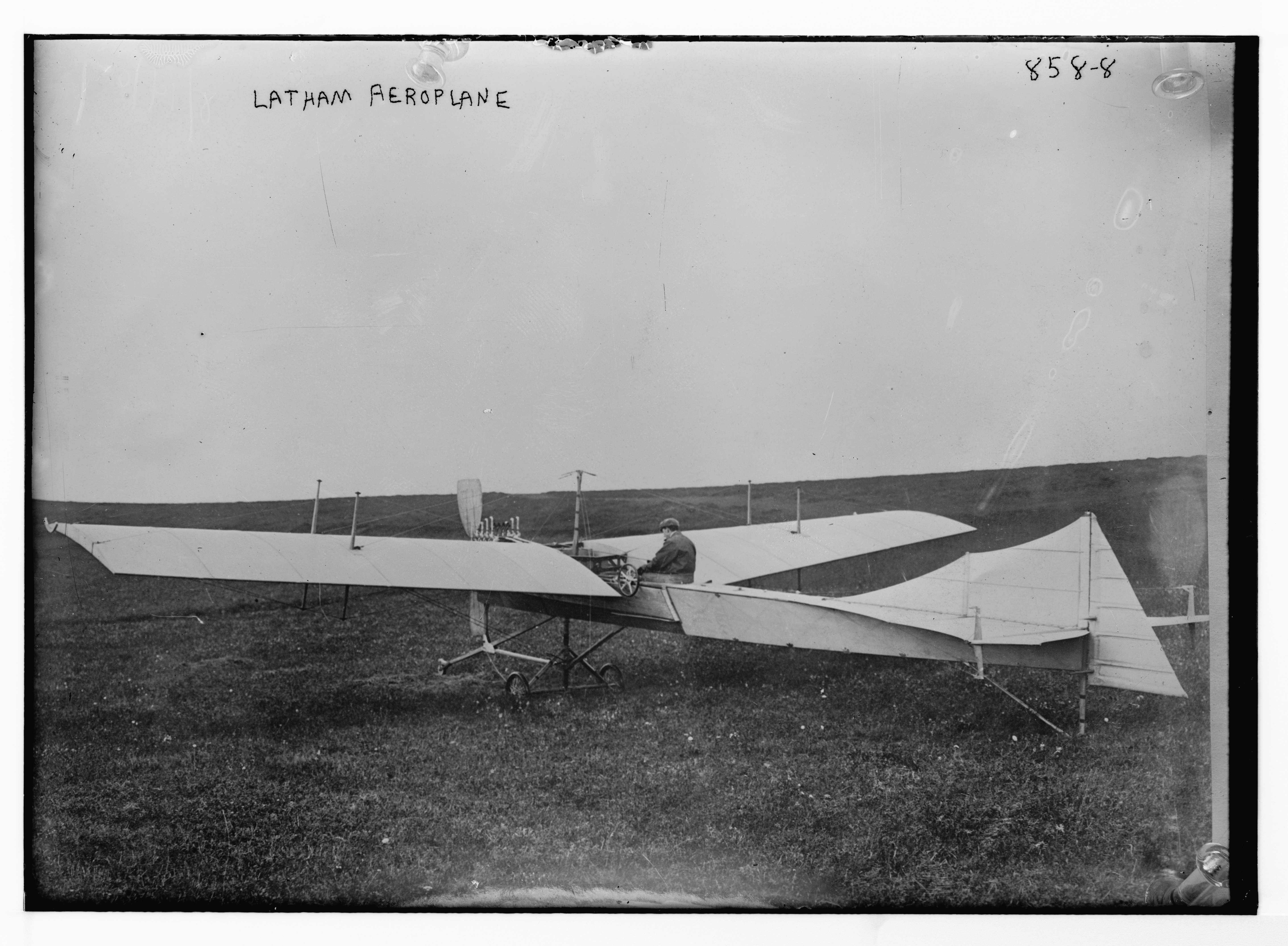
Survol de San Francisco en Californie en 1911.

Hubert Latham devient le pilote d'essai officiel d'Antoinette en 1909, et établit de nombreux records de l'époque, qui assurent une certaine notoriété et quelques dizaines de commandes commerciales de cet avion, jusqu'à la faillite de la marque en 1911.

## Palmarès partiel
- 1909 : 3e du Trophée d'aviation Gordon Bennett
- 1909 : record d'altitude de 155 m lors de la Grande Semaine d'aviation de la Champagne.
- 1910 : record de vitesse aérien de 77 km/h, du 23 avril, entre Nice et Cap Ferrat, par Hubert Latham.
- 1910 : record d'altitude de 1000 m du 7 janvier